# Campeonato Paulista 1913
In 1913 werd het twaalfde Campeonato Paulista gespeeld voor clubs uit de Braziliaanse staat São Paulo. Dit jaar werd gekenmerkt door het schisma in het voetbal. Er werden twee competities georganiseerd die beide erkend worden als volwaardige kampioenschappen, de Liga Paulista de Foot-Ball (LPF) en Associação Paulista de Esportes Atléticos (APEA).
Paulistano verliet de competitie van de LPF omdat het tegen toetreding van Corinthians was. De competitie van de LPF werd gespeeld van 6 april tot 26 oktober en werd gewonnen door Americano. De competitie van de APEA werd gespeeld van 13 mei tot 11 oktober en werd gewonnen door Paulistano. Santos FC, deed voor het eerst mee aan het kampioenschap van de LPF, maar verliet de competitie na vier wedstrijden. 

## Eindstand - APEA
| Plaats | Club         | Wed. | W | G | V | Saldo | Ptn. |
| ------ | ------------ | ---- | - | - | - | ----- | ---- |
| 1.     | Paulistano   | 6    | 3 | 1 | 2 | 8:13  | 7    |
| 2.     | Mackenzie    | 6    | 3 | 0 | 3 | 16:12 | 6    |
| 3.     | AA Palmeiras | 6    | 2 | 1 | 3 | 12:11 | 6    |

|  | Kampioen |

### Kampioen
| Campeonato Paulista de 1913    |
| São Paulo                      |
| ------------------------------ |
| PAULISTANO Kampioen (3° titel) |

### Topschutters
| Speler            | Speler     | Goals | Club         |
| ----------------- | ---------- | ----- | ------------ |
| Vlag van Brazilië | José Pedro | 3     | Mackenzie    |
| Vlag van Brazilië | Luiz Alves | 3     | Mackenzie    |
| Vlag van Brazilië | Luiíz      | 3     | AA Palmeiras |
| Vlag van Brazilië | Renato     | 3     | Mackenzie    |
| Vlag van Brazilië | Mesquita   | 3     | Paulistano   |
| Vlag van Brazilië | Whatley    | 3     | Mackenzie    |

## Eindstand - LPF
| Plaats | Club          | Wed. | W | G | V | Saldo | Ptn. |
| ------ | ------------- | ---- | - | - | - | ----- | ---- |
| 1.     | Americano     | 8    | 5 | 3 | 0 | 24:5  | 13   |
| 2.     | Ypiranga      | 8    | 3 | 3 | 2 | 10:8  | 9    |
| 3.     | Internacional | 8    | 3 | 2 | 3 | 14:13 | 8    |
| 4.     | Corinthians   | 8    | 1 | 4 | 3 | 8:16  | 6    |
| 5.     | Germânia      | 8    | 2 | 0 | 6 | 9:23  | 5    |

|  | Kampioen |

### Kampioen
| Campeonato Paulista de 1913   |
| São Paulo                     |
| ----------------------------- |
| AMERICANO Kampioen (2° titel) |

### Topschutter
| Speler            | Speler | Goals | Club      |
| ----------------- | ------ | ----- | --------- |
| Vlag van Brazilië | Décio  | 7     | Americano |